# Plants vs. Zombies 2: It's About Time
Plants vs. Zombies 2: It's About Time ou Plants vs. Zombies 2 tout court est un jeu vidéo de tower defense développé et édité par PopCap Games, sorti en 2013 sur Android et iOS.
Il fait suite à Plantes contre zombies sorti en 2009.

## Système de jeu
Le but du jeu est de se défendre contre une invasion de zombies à travers diverses époques tel que l’Égypte Antique ou les Mers Pirates. Les zombies doivent passer par le jardin par exemple et c’est à l’aide de toute une panoplie de plantes et de champignons que le joueur pourra mettre en place sa défense contre des vagues de zombies.
Certaines plantes crachent des pois (un par un, deux par deux ou quatre par quatre), d'autres catapultent des choux (cata-choux), des grains de maïs et des mottes de beurre qui paralysent les zombies (cata-graine)… Il existe également des pastèques (cata-melon), des pastèques gelées, des bombes cerise ou encore des cactus.
Chaque objet à placer a ses propres capacités offensives, défensives ou de production de ressources. Le joueur doit les répartir pour assurer une défense efficace tout en accumulant suffisamment de ressources (des rayons de soleil, qui tombent directement dans le jardin ou sont produits par des plantes telles que le tournesol) pour pouvoir acheter d’autres plantes et améliorer ses défenses face à des hordes toujours plus nombreuses. Certaines plantes sont conçues pour servir de mur et gagner du temps. D’autres ont des capacités pyrotechniques permettant de sortir d’une situation fâcheuse en faisant exploser plusieurs zombies à la fois.
Chaque terrain de jeu est composé de cinq cases verticales, d’une dizaine de cases horizontales chacune. On peut poser en général une plante par case. Les zombies rencontrant une plante sur leur chemin commencent à la manger avant de continuer. S’ils parviennent au bout de la ligne, un outil à usage unique est lancé, en général il s’agit d’une tondeuse à gazon. Ce dernier tue alors tous les zombies présents sur cette ligne. Si les zombies parviennent malgré tout à arriver au bout d’une ligne non défendue, la partie est perdue.
Au début de chaque niveau, le joueur peut voir un échantillon des différents types de zombies avec lesquels il aura affaire. Il doit ensuite choisir un certain nombre de plantes parmi celles disponibles, la bonne tactique étant d’adapter ses choix de plantes aux types de zombies qui viendront tenter d’envahir le jardin. Les niveaux sont divisés en types de terrain : Égypte Antique et les Mers Pirates par exemple. Chaque environnement a ses particularités.
Chaque niveau est rythmé par des vagues de zombies arrivant progressivement après un cours temps de mise en place. À intervalles réguliers, une importante vague de zombies apparaît. En général, il y a entre deux et quatre vagues d’assaut d’importance.
Tout comme le joueur a accès à différents types de plantes et de champignons, les zombies existent en plusieurs types. Certains sont classiques, d’autres un peu plus résistants car se protégeant avec toutes sortes d'objets.

## Accueil
| Plantes contre zombies 2 |      |        |
| Média                    | Pays | Notes  |
| Eurogamer                | US   | 8/10   |
| GameSpot                 | US   | 8,3/10 |
| IGN                      | US   | 8,7/10 |
| Compilations de notes    |      |        |
| Metacritic               | US   | 86 %   |

## Plantes
| Plante              | Monde                 | Débloquée    | Coût en soleils | Description                                                                                                  |
| ------------------- | --------------------- | ------------ | --------------- | --- |
| Pisto-pois          | Maison du Joueur      | Au démarrage | 100             | Les pisto-pois sont votre première ligne de défense. Ils tirent des pois sur les zombies.                    |
| Tournesol           | Maison du Joueur      | Jour 1       | 50              | Les tournesols sont essentiels pour produire du soleil. Plantez-en autant que possible !                     |
| Noix                | Maison du Joueur      | Jour 2       | 50              | Vous pouvez utiliser les coquilles des noix pour protéger d'autres plantes.                                  |
| Mine patate         | Maison du Joueur      | Jour 3       | 25              | Les mines patates sont des plantes qui dès qu'un zombie s'approche mais elles prennent du temps à s'amorcer. |
| Cata-chou           | Maison du Joueur      | Jour 4       | 100             | Les cata-choux font les mêmes dégâts que les pisto mais catapultent des choux.                               |
| Boomerang floral    | Égypte Antique        | Jour 2       | 175             | |
| Salade glaciaire    | Égypte Antique        | Jour 4       | 0               | |
| Éclateur de tombes  | Égypte Antique        | Jour 9       | 0               | |
| Tape choï           | Égypte Antique        | Jour 13      | 150             | |
| Double pisto-pois   | Égypte Antique        | Jour 19      | 200             | |
| Double tournesol    | Égypte Antique        | Jour 24      | 125             | |
| Cata-graine         | Mers Pirates          | Jour 1       | 100             | |
| Geule-de-dragon     | Mers Pirates          | Jour 4       | 150             | |
| Ortie               | Mers Pirates          | Jour 6       | 100             | |
| Pois ressort        | Mers Pirates          | Jour 9       | 50              | |
| Coco-canon          | Mers Pirates          | Jour 11      | 400             | |
| Triple pisto-pois   | Mers Pirates          | Jour 14      | 300             | |
| Pierre épineuse     | Mers Pirates          | Jour 18      | 250             | |
| Bombe cerise        | Mers Pirates          | Jour 24      | 150             | |
| Double pois         | Far West              | Jour 1       | 125             | |
| Fayot péteur        | Far West              | Jour 4       | 50              | |
| Cosse de pois       | Far West              | Jour 6       | 125             | |
| Arc électrique      | Far West              | Jour 9       | 125             | |
| Cata-melon          | Far West              | Jour 12      | 325             | |
| Grande noix         | Far West              | Jour 18      | 125             | |
| Courge              | Far West              | Jour 24      | 500             | |
| Fayot laser         | Futur Éloigné         | Jour 1       | 200             | |
| Trouffle            | Futur Éloigné         | Jour 3       | 50              | |
| Cédrat              | Futur Éloigné         | Jour 6       | 350             | |
| Pêche IEM           | Futur Éloigné         | Jour 9       | 25              | |
| Infini-noix         | Futur Éloigné         | Jour 13      | 75              | |
| Loupe végétale      | Futur Éloigné         | Jour 17      | 50              | |
| Navet à case        | Futur Éloigné         | Jour 24      | 0 + 250...      | |
| Champi-soleil       | L'âge des Ténèbres    | Jour 1       | 25              | |
| Champi-gnon         | L'âge des Ténèbres    | Jour 2       | 0               | |
| Champi-fumée        | L'âge des Ténèbres    | Jour 4       | 125             | |
| Fayot soleil        | L'âge des Ténèbres    | Jour 6       | 50              | |
| Champi-aimant       | L'âge des Ténèbres    | Jour 15      | 100             | |
| Nénuphar            | Plage des Déferlantes | Jour 1       | 25              | |
| Varech constricteur | Plage des Déferlantes | Jour 4       | 25              | |
| Bulbe de bowling    | Plage des Déferlantes | Jour 11      | 200             | |
| Guacacroco          | Plage des Déferlantes | Jour 19      | 125             | |
| Lance-bananes       | Plage des Déferlantes | Jour 27      | 475             | |
|                     |                       |              |                 | |
| Patate chaude       | Grottes Glaciaires    | Jour 1       | 0               | |
| Cata-poivron        | Grottes Glaciaires    |              | 200             | |
| Cardon-baston       | Grottes Glaciaires    |              | 75              | |
| Chlingognion        | Grottes Glaciaires    |              | 25              | |
| Rotobaga            | Grottes Glaciaires    |              | 150             | |
| Poison rouge        | Cité perdue           | Jour 1       | 150             | |
| AKI                 | Cité perdue           |              | 175             | |
| Endurian            | Cité perdue           |              | 100             | |
| Malodoplante        | Cité perdue           |              | 0               | |
| Feuille d'or        | Cité perdue           | Jour 29      | 50              | |
| BetteGrave          | Tournée fluotonique   | Jour 1       | 150             | |
| Harcéleri           |                       |              | 50              | |
|                     |                       |              |                 | |

| Plante             | Monde          | Débloquée                                                      | Coût en soleils | Description                                                                               |
| ------------------ | -------------- | -------------------------------------------------------------- | --------------- | ----------------------------------------------------------------------------------------- |
| Pisto-pois         | Égypte Antique | Au démarrage                                                   | 100             | Les pisto-pois sont votre première ligne de défense. Ils tirent des pois sur les zombies. |
| Tournesol          | Égypte Antique | Au démarrage                                                   | 50              | Les tournesols sont essentiels pour produire du soleil. Plantez-en autant que possible !  |
| Noix               | Égypte Antique | Au démarrage                                                   | 50              | Vous pouvez utiliser les coquilles des noix pour protéger d'autres plantes.               |
| Mine Patate        | Égypte Antique | Au démarrage                                                   | 25              |                                                                                           |
| Cata-chou          | Égypte Antique | Jour 1                                                         | 100             |                                                                                           |
| Boomerang floral   | Égypte Antique | Coffre jaune après avoir terminé le jour 2                     | 175             |                                                                                           |
| Salade glaciaire   | Égypte Antique | Jour 3                                                         | 0               |                                                                                           |
| Torche             | Égypte Antique | Collecter 6 étoiles                                            | 175             |                                                                                           |
| Éclateur de tombes | Égypte Antique | Jour 11                                                        | 0               |                                                                                           |
| Tape choï          | Égypte Antique | Collecter 30 étoiles ou Collecter 10 fragments de cette plante | 150             |                                                                                           |
| Double pisto-pois  | Égypte Antique | Collecter 10 fragments de cette plante                         | 200             |                                                                                           |
| Double tournesol   | Égypte Antique | Collecter 10 fragments de cette plante                         | 125             |                                                                                           |
| Pois geleur        | Égypte Antique | Collecter 10 fragments de cette plante                         | 150             |                                                                                           |

## Niveaux
| Monde            | Jour | Type de niveau     | Vagues | Plantes                                                          | Plantes posées                          | Zombies                                                              | Tombes | Récompenses (1ère fois)                                       |
| ---------------- | ---- | ------------------ | ------ | ---------------------------------------------------------------- | --------------------------------------- | -------------------------------------------------------------------- | ------ | ------------------------------------------------------------- |
| Maison du Joueur | 1    | 1 ligne            | 1      | Pisto-pois                                                       | aucune                                  | Zombie drapeau Zombie standard                                       | 0      | Tournesol                                                     |
| Maison du Joueur | 2    | 3 lignes           | 1      | Pisto-pois Tournesol                                             | aucune                                  | Zombie drapeau Zombie standard                                       | 0      | Noix                                                          |
| Maison du Joueur | 3    | 3 lignes           | 1      | Noix Pisto-pois Tournesol                                        | 3 pisto-pois (retournés, inutilisables) | Zombie ballon Zombie cône Zombie drapeau Zombie standard             | 0      | Pelle Mine patate                                             |
| Maison du Joueur | 4    | Normal (5 lignes)  | 1      | Mine patate Noix Pisto-pois Tournesol                            | 6 mines patates                         | Zombie ballon Zombie cône Zombie drapeau Zombie seau Zombie standard | 0      | Cata-chou                                                     |
| Maison du Joueur | 5    | Normal             | 1      | Cata-chou Mine patate Noix Pisto-pois Tournesol                  | 1 cata-chou 5 noix 2 pisto-pois         | Zombie cône Zombie drapeau Zombie seau Zombie standard               | 4      | Sauce piquante                                                |
| Égypte Antique   | 1    | Normal             | 1      | Cata-chou Mine patate Noix Pisto-pois Tournesol                  | 3 noix                                  | Momie cône Momie drapeau Momie seau Zombie momie Zombie râ           | 0      | Carte de l'espace-temps Mode de jeu briseur de vases          |
| Égypte Antique   | 2    | Normal             | 1      | Cata-chou Mine patate Noix Pisto-pois Tournesol                  | aucune                                  | Momie cône Momie drapeau Momie seau Zombie momie Zombie râ           | 0      | Boomerang floral                                              |
| Égypte Antique   | 3    | Normal             | 1      | Boomerang floral Cata-chou Mine patate Noix Pisto-pois Tournesol | ?                                       | ?                                                                    | ?      | Un sac de pièces                                              |
| Égypte Antique   | 4    | Livraison spéciale | 1      | Boomerang floral Cata-chou Mine patate Noix Pisto-pois Tournesol | 1 boomerang floral                      | Momie cône Momie drapeau Momie seau Zombie momie                     | 10     | Les bonus : - Lancer enneigé - Lancer puissant - Zap puissant |